# 小林梓
小林 梓（こばやし あずさ、1月30日 - ）は、日本の女優、歌手、モデル、コスプレイヤーであり、女性アイドルグループカントリー娘。の元メンバー（初代リーダー）。元ハロー!プロジェクトのメンバーである。

## 略歴
- 東京都出身。血液型はAB型。本名：小林 梓（こばやし あずさ）。
- 原宿でスカウトされ、15歳でモデルとしてデビューする。当時の所属事務所はジュネス企画。ヤングジャンプ『制コレGP』出場をきっかけにグラビアアイドルとして「ヤングマガジン」など多数の雑誌に登場するようになり、グラビア・CMなどを中心に活動。
- 1999年3月 - カントリー娘。の初代リーダーとして、柳原尋美、戸田鈴音（後のりんね）と共にデビュー。テレビ東京の番組『アイドルをさがせ!』内において、田中義剛発案の「半農半芸アイドル」のコンセプトを元に行われた「カントリー娘。オーディション」に参加し、応募総数1,230名の中から最終選考の9名に選ばれた。その後、花畑牧場での実習を経て柳原尋美、戸田鈴音と共に合格。元カントリー娘。の初期メンバー（リーダー）となった。牧場の担当は、酪農・搾乳。7月にCDデビュー、同年8月に脱退[1]。
- 2000年 - 歌手：小林梓、女優・タレント：林 華鈴（はやしかりん）としてソロ活動を再開。ドラマ出演やリポーターなどを始める。
- 2007年 - 元々好きであったゴスロリやコスプレをするようになり、コスプレイヤーとしてDVD写真集『Rozen〜Blome Gloke〜』『メイドかるてっと』を同時発売する。皆で創ろう!ココフリ のプレゼンターなどの活動を行うと同時にver2.5（フリーペーパーマガジン）のグラビアに度々掲載されている。また、台湾でもコスプレイヤーとしての活動やコスプレ業界世界初のペットと参加できるイベントを開催した。
- 2008年 - 「林華鈴」名義から小林梓（本名）のみで活動。旧芸名はAZUSA→林 華鈴（はやしかりん）→小林 梓
- 2011年 - 音楽活動とモデルを中心としている。
- 2013年9月 - カントリー娘。を卒業して以来、ソロとして初となるミニアルバム「Distance」をリリースしYahoo!ニュースなどマスコミに取り上げられ話題となる[2]。
- 2014年6月 - 期間限定でアイドルユニット『AISHING FAIRY』のプロデュースを手掛けていた。
- 2017年2月 - LAREINEのギタリストであるMAYUによる完全楽曲提供『Blue〜光と闇の中で〜』ミニアルバムをリリースする。総合プロデュースは同じくLAREINEのベーシストEMIRUである。
- 2018年1月28日 - 池袋RUIDO K3でのワンマンライブをもって一時期活動休止に入る。理由は発表されていない。
- 2019年7月 - 映画「歌ってみた恋してみた」が上映。公開初日の舞台挨拶にも参加し一年半振りの表舞台となる。
- 2023年12月 - 約5年振りとなるCDリリースとバスライブを開催し、活動再開を報告した。
- 2024年11月 - 歌手活動25周年となり、デビューした北海道でも活動の場を広げていきたいと、9月に道の駅おとふけなつぞらのふる里でライブ後、11月にバンド形態で帯広ドトールコーヒー2daysライブを開催した。また、猫が好きで保護猫を引き取ったとこで定期で『猫集会　気まぐれにゃイト』イベントを開催している。ライブ物販の売上の一部を保護猫団体に寄付するなどの活動も行っている。
- 2025年6月 - 御朱印集めが趣味でもあり、神社仏閣巡りが好きなことから、お寺ライブツアーを開催。サポートメンバーにはバンド形態になった当初からサポートしているベーシストNAOKIがレギュラーメンバーとして参加している。

## 人物
- 趣味は動物と遊ぶこと、コスプレ、球体関節人形収集、神社仏閣巡り、御朱印集め、アクセスディンギー。小型船舶操縦1級の資格を持つ。
- 愛車はアルファード。
- 特技は乗馬、搾乳、洋裁、ハンドメイドアクセサリー。馬を飼うほどの動物好き。カントリー娘。時代に学んだ事を特技とする。
- ゴシックな物が好き。特に薔薇、天使、猫が好きである[3]。ゴスロリを普段着として着用している。また、中世ヨーロッパに憧れている。
- 保護猫を飼っており、アメリカンカールロングヘア。愛称『わたあめちゃん』SNSにも度々、登場している。
- ソロになってから当初のライブでは、バンドメンバーとしてドール（プーリップ）をステージに並べていた。

## 作品

### カントリー娘。
- 二人の北海道（作詞：森高千里、作曲：つんく1999年7月23日）

　（C/W）モーニング牛乳
- カントリー娘。メガベスト（2008年12月10日）

### シングル
- Tear drop（2015年7月10日）
- My daughter（2015年11月18日）ライブ会場限定
- Inner Heart（2016年1月30日）
- 妄想プロローグ（2016年5月13日）
- ピンクのマーガレット(2018年1月28日)
- 夢恋絆/Never Ending Fight両A面(2023年12月15日)

### アルバム
- Distanceミニアルバム（2013年9月25日）
- Alexandriteセカンドミニアルバム（2014年10月4日）
- Blue〜光と闇の中で〜3rdミニアルバム(2017年2月14日)

### 映像作品
- Rozen〜Blome Gloke〜（2007年8月、ヘブンズ・ラグ）
- メイドかるてっと

## タイアップ
| 曲名           | タイアップ                                                                                  |
| -------------- | ------------------------------------------------------------------------------------------- |
| 妄想プロローグ | 映画「最後の晩餐会」主題歌                                                                  |
| 夢恋絆         | 市川うららFM「プロジェクト・リーフェリア 虹の架け橋」2024年9月度 第一週目エンディングテーマ |

## 出演

### テレビドラマ
- 湯けむりウォーズ〜女将になります〜（2005年4月4日 - 5月27日、CBC・TBS系） - ユキエ 役
- 女は全力疾走（NHK）
- オ・ト・ナにして〜I miss you〜（テレビ朝日系）

### バラエティ・その他
- アイドルをさがせ!（テレビ東京系）
- どさんこワイド212
- 秘湯ロマン（テレビ朝日系）リポーター
- のうみその具（テレビ東京系）
- たけし・所のWA風がきた!（テレビ朝日系）
- アド街ック天国（テレビ東京系）
- おめざめワイド5:30（中京テレビ）イマどきトレンド、リポーター
- スーパーモーニング（テレビ朝日系）
- 有吉ゼミ（2014年2月24日、日本テレビ系）
- いま会いたい！華麗に大変身　アイドルビフォーアフター（2014年9月22日、テレビ朝日系）
- 車あるんですけど…？(2016年12月25日、テレビ東京系)

### CM
- NTTドコモ（関西版1996年）
- アートネイチャー
- センチュリー21・ジャパン（1998年-2000年）
- K元素ダイエット食品（台湾版2006年）
- スタジオプラネアール（2022年−2023年）映画館スクリーンCM

### 映画
- 歌ってみた恋してみた - 歌手K 役（監督：西荻ミナミ、2019年劇場公開）[4]
- 最後の晩餐会　※主題歌担当（2018年）

### Vシネマ
- 『女囚カオリ』（監督：河崎実）

### WEB番組
- LOVE中野5丁目（2006年10月 - 12月、MandarayTV）
- 浪漫ハピハピ王国（2007年1月 - 3月、MandarayTV）
- 恋するパラダイス（nakano@ddress)
- すたこん（新宿放送局）
- りんしゃん☆Q-LOVE（2007年10月 - 2008年3月、あっ!とおどろく放送局） - メインパーソナリティ
- ver2.5TV（2008年7月 - 10月、あっ!とおどろく放送局） - メインパーソナリティ
- ATS水曜日（2012年5月 - 7月、Akiba.TV） - メインパーソナリティ
- azu:remix（2012年10月 - 2013年3月、Akiba.TV） - メインパーソナリティ
- 東京タワーTV (2014年7月5日、ODAIBATV)
- あきば☆すてーしょん！（2015年6月30日、Akiba.TV）[5]
- 小林梓のアンビバレンスな気持ち（2016年4月 - 2018年1月、Tokyo Borderless TV）
- マジシャンレフティ ビジネス心理学（2023年2月18日・3月10日・24日、YouTube）
- 心霊姉妹の心霊スポット生凸〜selenite〜(2025年1月13日から定期配信、ニコ生by渋谷怪談夜会チャンネル)

### ラジオ
- カントリー娘。の牧場だより（STVラジオ「サンデーパラダイスmu」内）
- カントリー娘。のポテトな時間（FM JAGA）
- 林華鈴のアットホームナイト♪（2007年1月 - 3月、かつしかFM）
- おりねらじお「ふわふわりんしゃんの一週間なり」コーナー（2007年、インターネットラジオ）
- もんダベ（2007年、インターネットラジオ）
- いちごチャンネル（2021年9月9日、stand.fm）
- 猫ひろしのキバRUNラジオ（2021年11月24日、2025年8月13日、レインボータウンFM）

### 舞台
- 劇団にんげん座「浅草　あの頃」（シアターχ）
- KartプロデュースVol.5「TEN COUNT〜秋の章〜」（俳優座劇場）
- KartプロデュースVol.6「奇々怪々〜もののけ達の夜〜」（SPACE107）
- 七瀬美菜劇団「誰かの星空」(つつじホール）
- 七瀬美菜劇団「雨と夢のあとに」（つつじホール）
- 七瀬美菜劇団「おちこぼれサンタ」(阿佐ヶ谷アーチスペースプロット）
- 七瀬美菜劇団「続・嗚呼、滝野川物語」（つつじホール）
- 剣名舞・原作「死刑島」(両国Air Studio)

### 主催ライブ・ワンマンライブ
- 小林梓薔薇薔薇事件〜人形の瞳に映る真実〜（2012年）
- 小林梓薔薇薔薇事件Vol.2 〜未解決事件捜査中・人の心に纏う真実〜(2013年11月3日)
- 季節はずれの仮装パーティ〜天国か地獄か甘い衝撃からのお仕置きタイム〜(2014年1月31日)
- コバヤシアターアズサーカスVol.1〜聖なる愛を宿して…マリオネット達が奏でる深紅の詩〜(2014年6月8日)
- コバヤシアターアズサーカスVol.2〜聖なる天使が舞い降りる夜に導かれて…私と貴方の秘密の時間〜(2014年10月4日)
- 鏡の国のアズサ〜アレキサンドライトが照らす真実〜(2015年1月31日)ワンマンLIVE
- コバヤシアターアズサーカスVol.3〜聖なる雨が降る夜に…歌姫が導く白と黒の世界〜(2015年7月10日)
- とある黒薔薇の目録〜あくまでも貴方は私のもの〜第1章(2015年11月18日)
- Inner Heart〜はじまりのとき〜(2016年1月30日)ワンマンLIVE
- 妄想プロローグ〜また会いたくて〜(2016年5月13日)アコーステックワンマンLIVE
- コバヤシアターアズサーカスVol.4〜聖なる雨が響く夜に…再び舞い降りる二つの真紅〜(2016年11月18日)
- Respiration〜光と闇のなかで〜(2017年1月29日）ワンマンLIVE
- Sound of Destiny(2018年1月28日）ワンマンLIVE
- My precious one〜全ての出会いには意味がある〜(2023年12月16日)BUS LIVE
- 写真展+ライブMemory 〜光の差す場所〜(2024年6月22日)space M
- 猫集会　気まぐれにゃイトVol.1(2024年9月28日)下北沢Cafe field

### その他
- ぴゅあどる　うたげっちゅ！（着信ボイス、着動画）

## 書籍

### 写真集
- again④森田ひろみ（海王社）
- 美少女シャンプー（オデッセウス）
- キムラカメラ（竹書房）
- SIZU&AZUミニ写真集(2015年8月5日)
- SIZU&AZUミニ写真集 第2弾(2016年11月18日)
- FANTASY STORYコスプレ写真集(Amazon Kindle)
- AZU STYLEコスプレ写真集(Amazon Kindle)
- Mirror〜Brilliant mew〜ライブ会場限定写真集
- Mirror〜Noil mew〜写真集(パプリマ出版)

### 雑誌
- トップスピード（サン出版）
- 週刊ヤングジャンプ（集英社）
- 週刊ヤングマガジン（講談社）
- 週刊ヤングサンデー（小学館）
- この映画がすごい!（宝島社）
- セーラーメイトDX
- 日刊現代・失礼します
- 日刊現代・ライブハウスで出会ったいい女
- ザ・ベストマガジン（KKベストセラーズ）
- Planavi（フリーペーパーマガジン）
- ver2.5（フリーペーパーマガジン）
- 横浜経済新聞
- Flash
- サンケイスポーツ